# NGC 445
NGC 445 là một thiên hà dạng hạt đậu đặc biệt nằm trong chòm sao Kình Ngư. Nó được phát hiện vào ngày 23 tháng 10 năm 1864 bởi Albert Marth. Nó được Dreyer mô tả là "rất mờ nhạt, rất nhỏ".